# Secnidazol
Secnidazol, vendido sob a marca Solosec entre outros, é um antimicrobiano usado para tratar vaginose bacteriana e a tricomoníase. É tomado por via oral.
Os efeitos secundários comuns incluem infecção vaginal por fungos, dor de cabeça, náuseas, diarreia e dor abdominal. A segurança na gravidez e na amamentação não é clara. É um nitroimidazol cujo mecanismo de acção não é totalmente claro.
O secnidazol foi aprovado para uso médico nos Estados Unidos em 2017.